# Satellitserien
Satellitserien var en svensk serietidning från Pandora Press, som från starten 1987 innehöll serieversioner av TV-serierna "MASK" och "Masters of the Universe". När alla avsnitt av MASK hade publicerats innehöll tidningen endast "Masters of the Universe", fram till nedläggningen 1989.
Själva namnet på tidningen lär ha kommit från det faktum att figurerna även förekom som animerade TV-serier i olika kanaler som i Sverige bland annat var tillgänglig via satellit-TV. Tidningen hade tidvis texten "Med det bästa från Sky Channel" på omslaget.

### Fotnoter
1. ↑  ”Satellitserien”. Seriesamlarna. http://www.seriesam.com/cgi-bin/guide?s=Satellitserien. Läst 11 mars 2011.